# اولر (اسطوره)

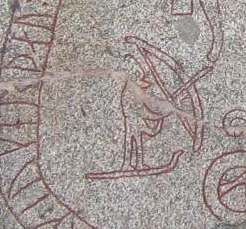
سنگ رونی بوکستا که احتمالاً اولر را بر روی چوب اسکی و کمان بدست نشان می‌دهد.

اولر یا اول (به زبان نروژی باستان: Ullr) در اساطیر اسکاندیناوی، ایزدی گمنام و معماگونه‌ای است. به نظر می‌رسد او در اوایل دوران کافرکیشی ژرمن‌ها ایزدی بزرگ و ارشد بوده یا لقب ایزدی مهم را در زمان‌های ما قبل تاریخ یدک می‌کشیده است. در افسانه‌های اسکاندیناوی کهن، اول به معنای «شکوه و عظمت»، ایزد عدالت، شکار و دوئل کردن بود و همچنین به عنوان ایزد حامی کشاورزی محسوب می‌شد.
بر طبق مجموعه ادای منثور، اثر اسنوری استورلوسون، اولر فرزند ایزدبانوی باروری و غلات سیف، و فرزند خوانده ثور بود، اما نامی از اینکه پدر او کیست در منابع ثبت نشده است. هنگامی که ماده غول اسکادی از همسرش نیورد جدا شد، با اولر ازدواج کرد. بر طبق یکی از اشعار ادای منثور با نام «Grímnismál»، او در تالاری با عنوان یدالیر زندگی می‌کرد و در تیراندازی و اسکی مهارت داشت.